# Cañón QF 75 mm
El QF 75 mm, abreviado como CQF 75 mm, fue un cañón de tanque británico de la Segunda Guerra Mundial. Fue empleado en lugar del QF de 6 libras, cañón antitanque, para tener un mejor desempeño contra blancos sin blindaje de forma similar al cañón de 75 mm del tanque estadounidense M4 Sherman. El "QF" viene de quick firing, disparo rápido en inglés. Este cañón también es conocido como ROQF, acrónimo de Royal Ordnance (el fabricante) Quick-Firing.  

## Desarrollo
Antes de la introducción del QF 75 mm, los tanques británicos habían estado armados con cañones tales como el QF de 2 libras (40 mm) y el más grande QF de 6 libras (57 mm), que disparaban proyectiles antiblindaje - efectivos contra tanques, más no contra grupos de soldados. Algunos tanques que operaban como apoyo a la Infantería fueron armados con cañones que disparaban proyectiles de alto poder explosivo, como por ejemplo los primeros modelos del tanque Churchill y las versiones CS (acrónimo de "Close Support", apoyo cercano en inglés) del Matilda II. El War Office tomó la decisión de equipar a los tanques británicos con cañones que pudiesen disparar proyectiles de alto poder explosivo contra blancos sin blindaje como soldados y, principalmente, cañones antitanque.
Un obús de alto poder explosivo para el QF de 6 libras estaba en producción al momento de iniciarse la Campaña de Túnez y disponible en grandes cantidades durante la Campaña de Italia. Sin embargo, al proyectil le faltaba el necesario poder explosivo. Se vio que el poder del obús estadounidense de 75 mm empleado en el M3 75 mm era mucho mayor, por lo que cierto número de tanques Churchill que operaban en Italia fueron equipados con cañones recuperados de tanques Sherman y recibieron la denominación de Churchill NA75 (NA siendo el acrónimo de "Norte de África", donde se llevaron a cabo las conversiones). Aproximadamente 200 tanques fueron modificados de este modo.
La Vickers estaba trabajando en un cañón de 75 mm de alta velocidad para equipar a los tanques británicos. Combinó la vaina del proyectil del cañón antiaéreo QF de 3 libras 20 cwt con el proyectil antiblindaje y de alto poder explosivo estadounidenses de 75 mm. Con una caña de 50 calibres de longitud, habría tenido el doble de la velocidad de boca del cañón estadounidense de 75 mm. Sin embargo, el cañón resultó demasiado grande para ser instalado en el tanque que se había elegido.
En lugar de instalar en masa el cañón estadounidense en tanques británicos modificados, la Royal Ordnance modificó sus cañones QF de 6 libras al recalibrarles la caña y adaptándoles la recámara y el cierre para disparar el proyectil estadounidense. El cañón resultante podía ser instalado sin necesidad de afustes rediseñados. Era efectivo, pero a pesar de tener un buen proyectil de alto poder explosivo, tenía un proyectil antiblindaje inferior que demostró ser problemático ante los pocos tanques pesados alemanes. En la Batalla de Villers-Bocage, los tanques Cromwell armados con el QF 75 mm fueron superados por los Tiger I del 101° Batallón de Tanques Pesados del SS.
Aunque el QF 75 mm tenía un buen proyectil de alto poder explosivo, todavía se pensaba que era necesaria un arma de apoyo más potente, por lo cual se montó el Obús QF 95 mm en un número limitado de tanques.

## Munición

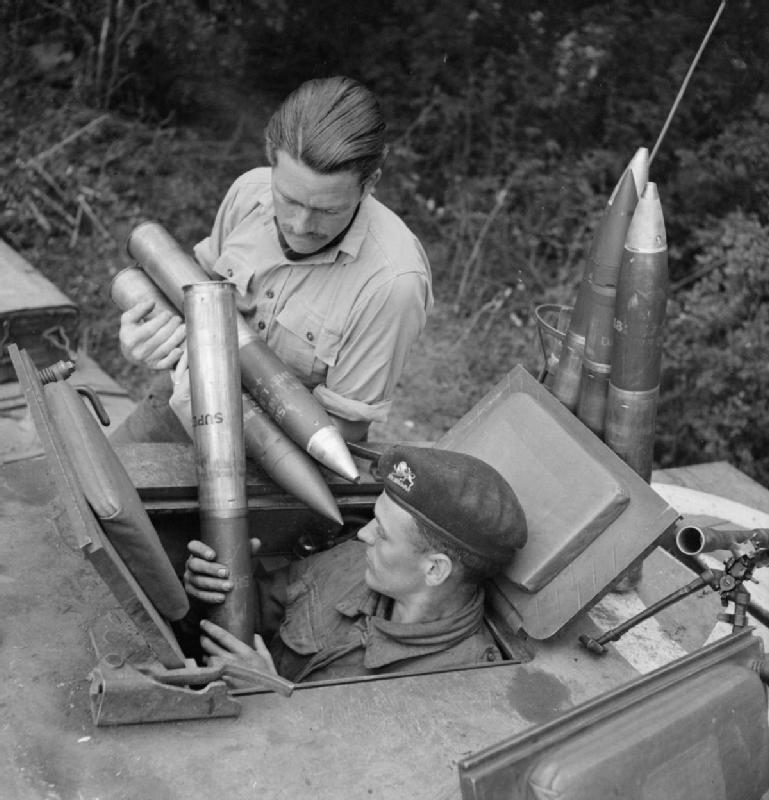
Estibando municiones dentro de un tanque Churchill, Normandía, julio de 1944.

El QF 75 mm empleaba munición estadounidense. La munición era "fija", es decir, el proyectil estaba engarzado a la vaina que contenía la carga propulsora.
- Obús HE M46,[3] equipado con la espoleta M48 o M54

Su carga explosiva era de 0,67 kg (1.49 libras) de TNT o 0,62 kg (1.36 libras) 50/50 Amatol o 0,68 kg (1.52 libras) de trimonite. La espoleta M48 podía ajustarse para detonar al impacto ("Superquick") o luego de cierto tiempo; si el obús no explotaba al impacto en modo "Superquick", el segundo modo de la espoleta lo detonaría. La espoleta M54 tenía una demora variable; la espoleta se activaba al momento de disparar el proyectil.
- Proyectil APC M61, con mezcla trazadora en su base

Un proyectil antiblindaje cubierto, con una delgada cubierta balística ("parabrisas") para mejorar sus propiedades aerodinámicas.
- Proyectil AP M72, con mezcla trazadora en su base

Un proyectil macizo.

## Historial de combate
El QF 75 mm fue principalmente empleado a bordo de los tanques Churchill y Cromwell. Fue utilizado en Italia y Normandía (y posiblemente en Birmania contra los japoneses [cita requerida]) hasta el final de la guerra. Mientras que el QF 75 mm era una conversión del QF de 6 libras, algunas unidades conservaron un cierto número de tanques armados con el QF de 6 libras, debido a su superior potencia de fuego antitanque respecto al QF 75 mm, especialmente porque el QF de 6 libras podía emplear los más efectivos proyectiles APCR y APDS.
Exteriormente, el cañón era casi idéntico al QF de 6 libras. El obús de alto poder explosivo de 6,76 kg (14.9 libras) disparado con una velocidad de 635 m/s (2,050 pies/segundo) era considerado la mejor munición disponible - superior a la del QF de 6 libras, el M7 3 in y el QF de 17 libras, todos ellos cañones antitanque. Sin embargo, contra blindaje su proyectil antiblindaje era el peor, apenas penetrando 68 mm de BHL a 460 m (500 yardas) y en un ángulo de ataque de 30°, mientras que los proyectiles antiblindaje de los otros penetraban entre 57 mm y 76 mm en Normandía durante 1944. El proyectil antiblindaje para el QF 75 mm pesaba 6,8 kg (15 libras) y tenía una carga explosiva de 60 g (2 onzas), siendo propulsado por una carga de 900 g (2 libras) a una velocidad de 610 m/s (2,000 pies/segundo). En servicio británico, el proyectil antiblindaje era empleado sin su carga explosiva y era mencionado como "Proyectil Antiblindaje M61".
| Cañón                                     | Peso del proyectil | Peso del proyectil | Velocidad de boca | Velocidad de boca | Energía |
|                                           | (lb)               | (kg)               | (ft/s)            | (m/s)             | (kJ)    |
| ----------------------------------------- | ------------------ | ------------------ | ----------------- | ----------------- | ------- |
| QF de 2 libras                            | 2                  | 0,9                | 2,650             | 810               | 295     |
| QF de 6 libras con proyectil antiblindaje | 6                  | 2,8                | 3,000             | 910               | 1,100   |
| QF 75 mm                                  | 14.9               | 6,8                | 2,050             | 620               | 1,300   |
| QF de 17 libras                           | 17                 | 7,7                | 2,950             | 900               | 3,100   |

## Cañones con nombres similares
En la Primera Guerra Mundial, algunos cañones de campaña franceses de 75 empleados por las fuerzas británicas recibieron la designación Cañón QF 75 mm Mk I. Y en las primeras etapas de la Segunda Guerra Mundial, se compraron a Estados Unidos algunos cañones de campaña estadounidenses Cañón M1897A3 75 mm. Estos fueron mencionados como Cañón 75 mm.[cita requerida]